# Шапел ан Жигер
Шапел ан Жигер (фр. Chapelle-en-Juger) насеље је и општина у северној Француској у региону Доња Нормандија, у департману Манш која припада префектури Сен Ло.
По подацима из 2011. године у општини је живело 654 становника, а густина насељености је износила 43,6 становника/km². Општина се простире на површини од 15 km². Налази се на средњој надморској висини од 97 метара (максималној 112 m, а минималној 17 m).

## Демографија
| 1962. | 1968. | 1975. | 1982. | 1990. | 1999. | 2011. |
| ----- | ----- | ----- | ----- | ----- | ----- | ----- |
| 452   | 514   | 490   | 445   | 592   | 625   | 654   |

График промене броја становника у току последњих година